# ژائو شونشین
ژائو شونشین (انگلیسی: Zhao Shunxin؛ زادهٔ ۱۱ اکتبر ۱۹۷۹)  جودوکار زن اهل چین بود. وی در بازی‌های المپیک تابستانی ۲۰۰۰ شرکت کرده‌است.